# Friedrich Theodor zu Stolberg-Stolberg
Friedrich Theodor Alfred Pius Franz von Sales Maria Graf zu Stolberg-Stolberg (auch Friedrich Stolberg, oder tschechisch Bedřich Stolberg, * 14. Dezember 1877 in Thomaswaldau, Landkreis Bunzlau, Provinz Schlesien; † 28. März 1954 in Gamburg, Baden-Württemberg) war ein österreichisch-tschechoslowakischer Politiker der deutschen Minderheit. Nach dem Adelsaufhebungsgesetz in der Tschechoslowakei verlor er 1919 seine adligen Namensbestandteile.

## Leben
Er war das sechste von sechs Kindern und der zweite von zwei Söhnen. Seine Zwillingsschwester wurde vor ihm geboren. Die Eltern waren Graf Friedrich zu Stolberg-Stolberg (1836–1904), kaiserlich-königlicher Rittmeister a. D., Ehrenritter des Malteserordens, Herr der Herrschaft Brustawe in Schlesien, Enkel des Friedrich Leopold zu Stolberg-Stolberg, und Bertha, geb. Gräfin von Falkenhayn, Erbfrau auf Kyjowitz (Kiowitz) (1844–1916), Sternkreuzordensdame, des Grafen Theodor von Falkenhayn auf Kyjowitz Tochter.

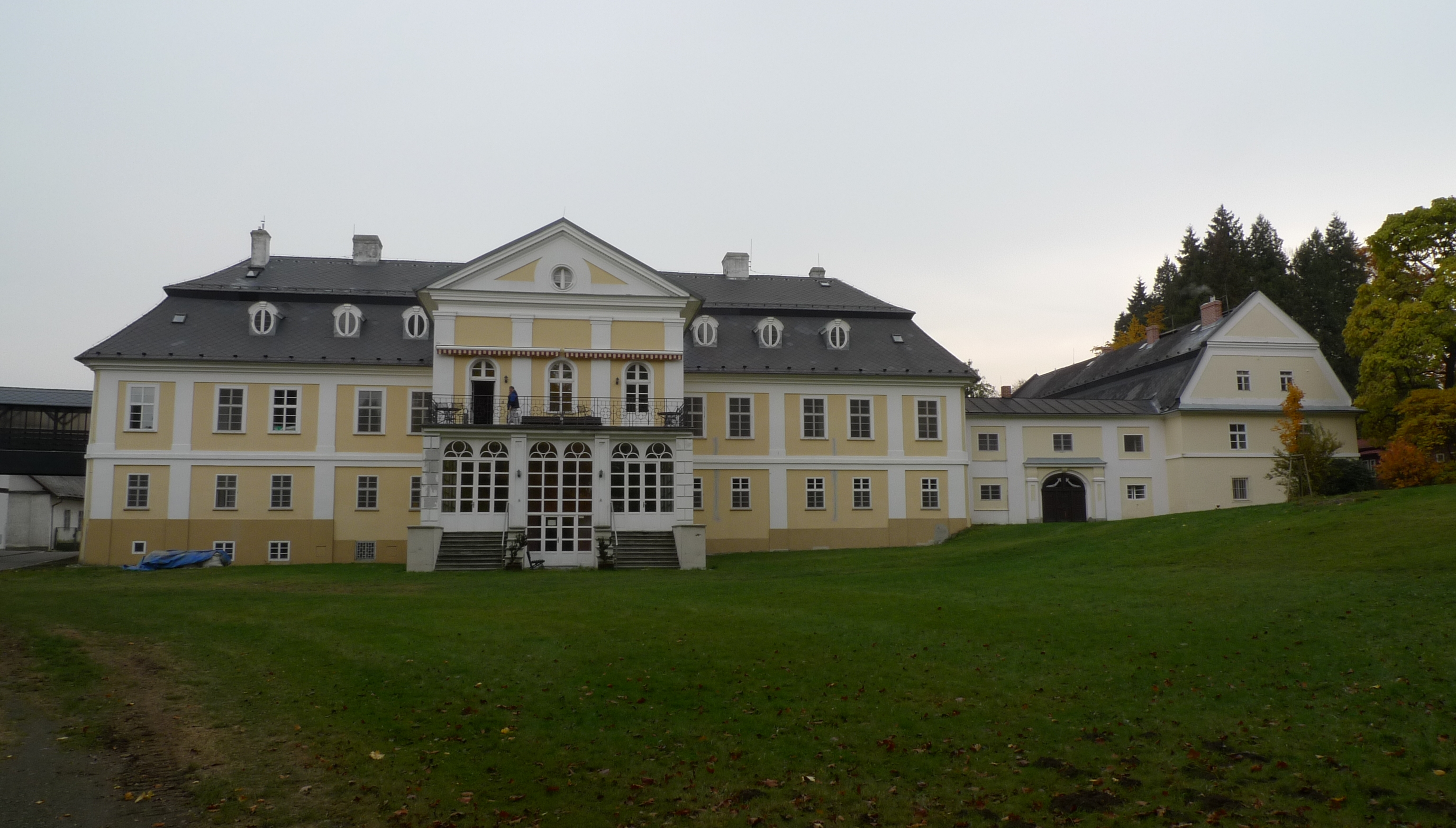
Schloss Kyjowitz (Kiowitz) in Kyjovice, 2011, heute Seniorenheim

Friedrich Theodor zu Stolberg-Stolberg studierte Jura an der Universität Innsbruck, wo er auch promoviert wurde. Anschließend arbeitete er in der politischen Verwaltung Österreichisch Schlesiens in Troppau. Friedrich Stolberg gehörte zum engen Mitarbeiterkreis von Ambros Opitz (1846–1907). Ab 1904, dem Sterbejahr des Vaters, verwaltete er als Landwirt seinen Grundbesitz im von der Mutterseite überkommenen Gut Kyjowitz bei Mährisch-Ostrau, Bezirk Wagstadt.
Friedrich Theodor zu Stolberg-Stolberg bekleidete auch das Ehrenamt eines k. u. k. Kämmerers (Kammerherrn). 1911 heiratete er in Drensteinfurt Antonia Freiin von Landsberg-Velen (1877–1964), Sternkreuzordensdame, mit der er zwei Töchter bekam, Maria Christine (1916–1984), welche als Schwester Scholastika in der Benediktinerinnen-Abtei vom Heiligen Kreuze in Herstelle lebte, und Regina (* 1917; lebte 2007 noch in Paderborn, † 2010 ebendort). Seine Ehefrau war die Tochter von Ignaz Freiherr von Landsberg-Velen auf Steinfurt (1830–1915) und der Bertha, geb. Prinzessin von Croÿ.
1908 wurde er in den Schlesischen Landtag gewählt, von 1912 bis 1919 war er Mitglied des Schlesischen Landesausschusses. Nach dem Ersten Weltkrieg wurde er Mitglied der neu gegründeten Deutschen Christlich-Sozialen Volkspartei der Tschechoslowakei, 1920 kam er als Ersatzmann im Wahlkreis VII Mährisch-Ostrau in den Senat der Tschechoslowakei, dem er bis 1935 angehörte. Von 1935 bis 1938 war er Parteivorsitzender der Deutschen Christlich-Sozialen Volkspartei. 
Friedrich Graf Stolberg schrieb im Februar 1947 zu seiner Situation zum bzw. nach Ende des Zweiten Weltkriegs: „Ende April 1945 mußte ich mit meinen Angehörigen, d. h. mit meiner 68jährigen Frau, mit meiner Tochter, 26 Jahre alt, mit meiner Nichte, Gräfin Praschma und ihren zwei Kindern im Alter von acht und sechs Jahren und mit einer alten Hausgehilfin über Befehl des Landrates im Treck Kiowitz verlassen, weil unsere Gegend in die Kampfzone gekommen war.“ Mitte Mai 1945 wollte er mit seiner Tochter und teils zu Fuß, teils mit den notdürftig wieder in Betrieb gesetzten Eisenbahnzügen nach Kiowitz zurückkehren. Bei Wachkontrollen wurden den mit Rucksäcken Reisenden Geld und Wertsachen abgenommen. Sie wurden nach Friedeck verbracht: Graf Stolberg kam in ein Männerlager, die Tochter in ein Frauenarbeitslager. Graf Stolberg wurde vollkommen mittellos nach 10 Tagen entlassen und traf seine Tochter auf seinem Gut Kiowitz wieder, wo das Familienschloss inzwischen gänzlich ausgeplündert und verwüstet war: Einige Tage hatte sowjetisches Militär dort laut Stolberg gehaust. Die zum Gut Kiowitz gehörigen Bauernhöfe und die Forste waren unter kommissarische Verwaltung gestellt; alle Bankguthaben der Familie waren gesperrt. Die Ausweisung, faktisch Enteignung und Vertreibung, erfolgte im April 1946.
Friedrich Theodor zu Stolberg-Stolberg starb am 28. März 1954 im baden-württembergischen Gamburg bei einem Unfall. Nachdem seine letzte Tochter, Maria Regina Gräfin Stolberg, 2010 92-jährig in Paderborn verstorben war, fand der letzte Abschied -als ein Akt der Versöhnung- auf Kosten der Gemeinde Kyjovice in der örtlichen Kapelle am 21. Mai 2010 statt. Ihre sterblichen Überreste wurden zusammen mit denen ihrer Eltern auf dem lokalen Friedhof beigesetzt. Dazu kamen Angehörige aus verschiedenen Teilen der Erde. Die Hinterbliebenen zeigten großes Interesse daran, den ehemaligen Wohnsitz – das Schloss der Verstorbenen – zu besichtigen, das heute ein Seniorenheim ist.

## Weblink
- Stolberg